# 衣巻省三

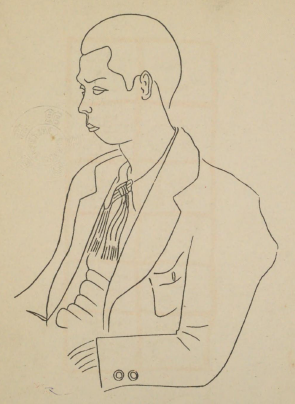
衣巻省三肖像（衣巻寅四郎画）『こわれた街』（詩之家出版部、1928年）

衣巻 省三（きぬまき せいぞう、1900年（明治33年）2月25日 - 1978年（昭和53年）8月14日）は、日本の作家である。

## 経歴
兵庫県朝来郡生まれ。とても裕福な家庭に育った。早稲田大学英文科中退。神戸時代に稲垣足穂と共に佐藤春夫に師事し大正末から文学活動を始め、詩や小説を発表。一時、東京・馬込付近に居住し（馬込文士村）、ダンスパーティーを開いて知人の文士たちと交わった。1935年に「けしかけられた男」で、第一回芥川賞の候補になる。
第二次世界大戦の戦火で自宅を失う。戦後は足穂を追って京都へ移ったが寡作となり、主に同人誌で随筆を発表した。
1978年8月14日、食道がんのため神奈川県横浜市戸塚区の三和病院にて死去。78歳。

## 著書

### 小説
- 『パラピンの聖女』 金星堂 1933年

- 『黄昏学校』 版画荘 1937年

### 詩集
- 『足風琴 : 詩集』 ボン書店 1934年
- 『こわれた街 : 詩集』 詩之家出版部 1928年

### 作品集
- 『衣巻省三作品集 街のスタイル』（山本善行 撰）、国書刊行会 2024年

※詩集『足風琴』『こわれた街』、中短篇小説「プリマドンナ」「ポオの館」「雨の街」「落ちたスプウン」「どこの町」「キッドの靴」「陋巷」「街のスタイル」「歪められた景色」を収録。